# Matvej Jevgrafovič Hrapovicki
Matvej Jevgrafovič Hrapovicki (rusko Матвей Евграфович Храповицкий), ruski general, * 1784, † 1847.
Bil je eden izmed pomembnejših generalov, ki so se borili med Napoleonovo invazijo na Rusijo; posledično je bil njegov portret dodan v Vojaško galerijo Zimskega dvorca.

## Življenje
Leta 1790 je vstopil v Vojaško šolo poljskega plemstva; čez sedem let je postal paž nadvojvode Konstantina Pavloviča, s katerim se je udeležil italijansko-švicarske kampanje. 
20. julija 1799 je bil povišan v poročnika in premeščen v Izmailovski polk. Pri 19. letih je bil že polkovnik in poveljnik 1. bataljona Izmailovskega polka, s katerim se je udeležil avstrijske kampanje leta 1805. 
29. oktobra 1811 je postal poveljnik celotnega polka, s katerim se je udeležil patriotske vojne leta 1812. 21. novembra istega leta je bil povišan v generalmajorja. 
30. avgusta 1818 je postal poveljnik 3. grenadirske divizije; 12. decembra 1824 je postal generaladjutant in 22. avgusta 1831 general pehote. 
7. aprila 1846 je bil imenovan za vojaškega poveljnika Sankt Peterburga; na položaju je bil do aprila 1847. 
17. aprila 1846 je postal državni svetnik in 18. oktobra istega leta je postal še minister v carski vladi.